# Maciej Staniecki
Maciej Staniecki (* 27. April 1967 in Łódź) ist ein polnischer Fusionmusiker (Gitarre, Komposition) und Musikproduzent, der auch als Urheber von Film- und Theatermusik hervorgetreten ist.

## Wirken
Staniecki war Mitbegründer der Gruppe Nemezis, mit der Alben wie Whispers from behind the Window entstanden. Weiterhin gehörte er zu Hedone und produzierte eines ihrer Alben, Playboy (2005). Als Gitarrist kann er in der Nachfolge von Robert Fripp gestellt werden und ist an der Erneuerung des Klangs der elektrischen Gitarre beteiligt. So hat er mehrere Soloalben mit Instrumentalmusik aufgenommen, die vor allem bei Requiem Records erschienen sind, zuletzt Following the Light (2019) und Spirals (2022). Sein Soloalbum To co nieokreślone wurde 2004 von der Zeitschrift Hi Fi Muzyka als „Album des Jahres 2004“ ausgezeichnet. Seit 2020 arbeitet er auch im Duo mit dem Blechbläser Wojciech Jachna, mit dem das Album Two Souls entstand.
Staniecki arbeitet zudem mit bildenden Künstlern zusammen und schuf u. a. die Musik für die Videoinstallation „The Wait“ des niederländischen Fotografen Pieter Henket. Sein Wirken als Komponist begann 1997 mit seiner Zusammenarbeit mit dem Theater Róży Van Der Blaast in Łódź, die bis 2000 währte. Sein Filmdebüt gab er 2002, als er die Musik für den Film Paradox Lake unter der Regie von Przemysław Reut schrieb. Weitere Filme mit Stanieckis Musik sind Superproduction und Vinci unter der Regie von Juliusz Machulski. Außerdem schrieb er die Musik für das Fernsehspiel 19. Południk von Machulski. Seit 2016 arbeitet er als Gitarrist mit dem Chorea-Theater in Łódź zusammen.
Als Musikproduzent im Tonn Studio in Łódź hat er seit 2006 mit Künstlern wie Jan Młynarski, Gaba Kulka, Wacław Zimpel, Bastarda, Krzysztof Zalewski, Smolik / Kev Fox, Łąki Łan, Natalia Przybysz sowie Snoop Dogg gearbeitet.